# سلاح الفرسان الثقيل

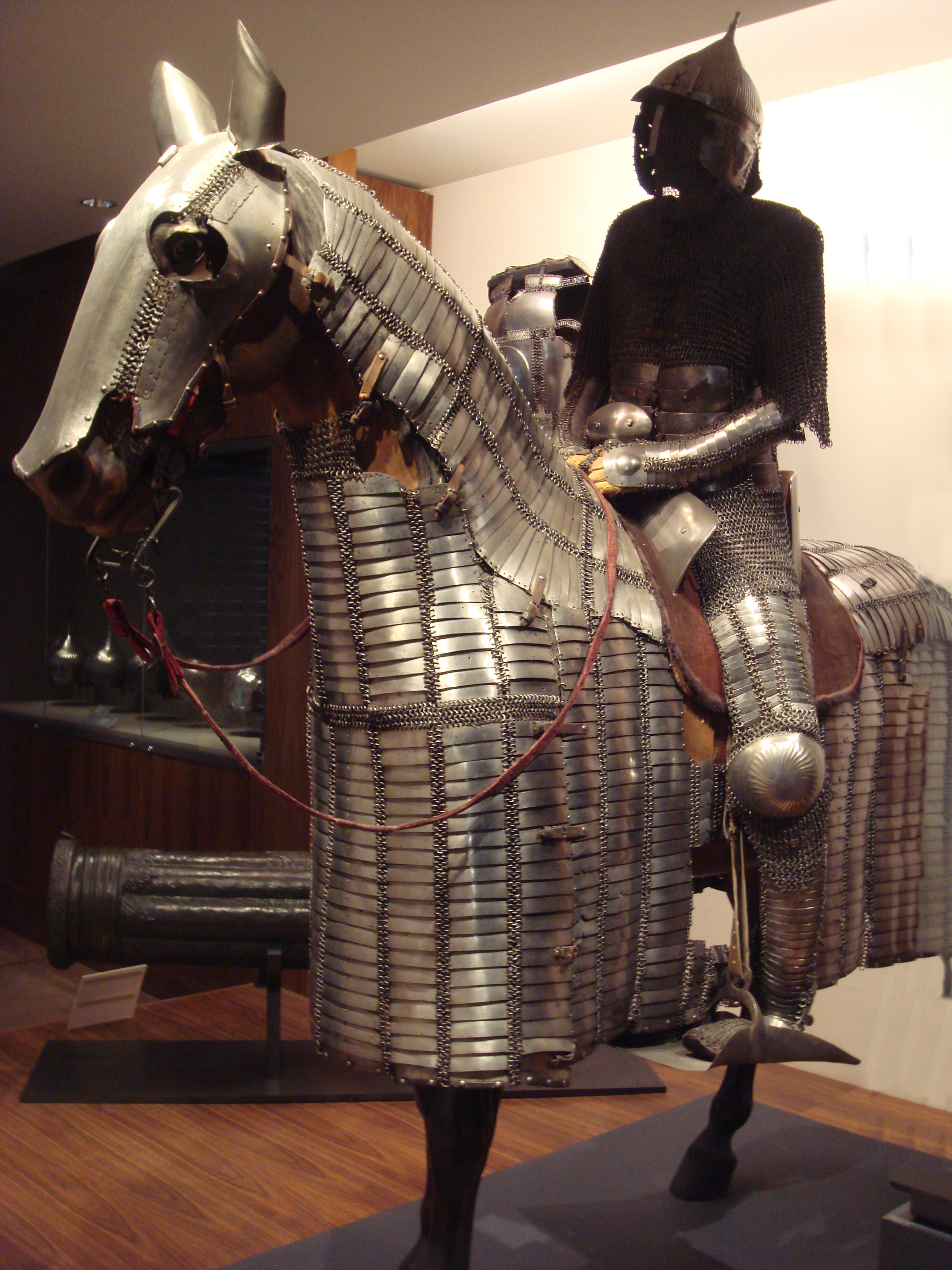
سلاح الفرسان العثماني الثقيل واسمه الفرقة السباهية، ج. 1550

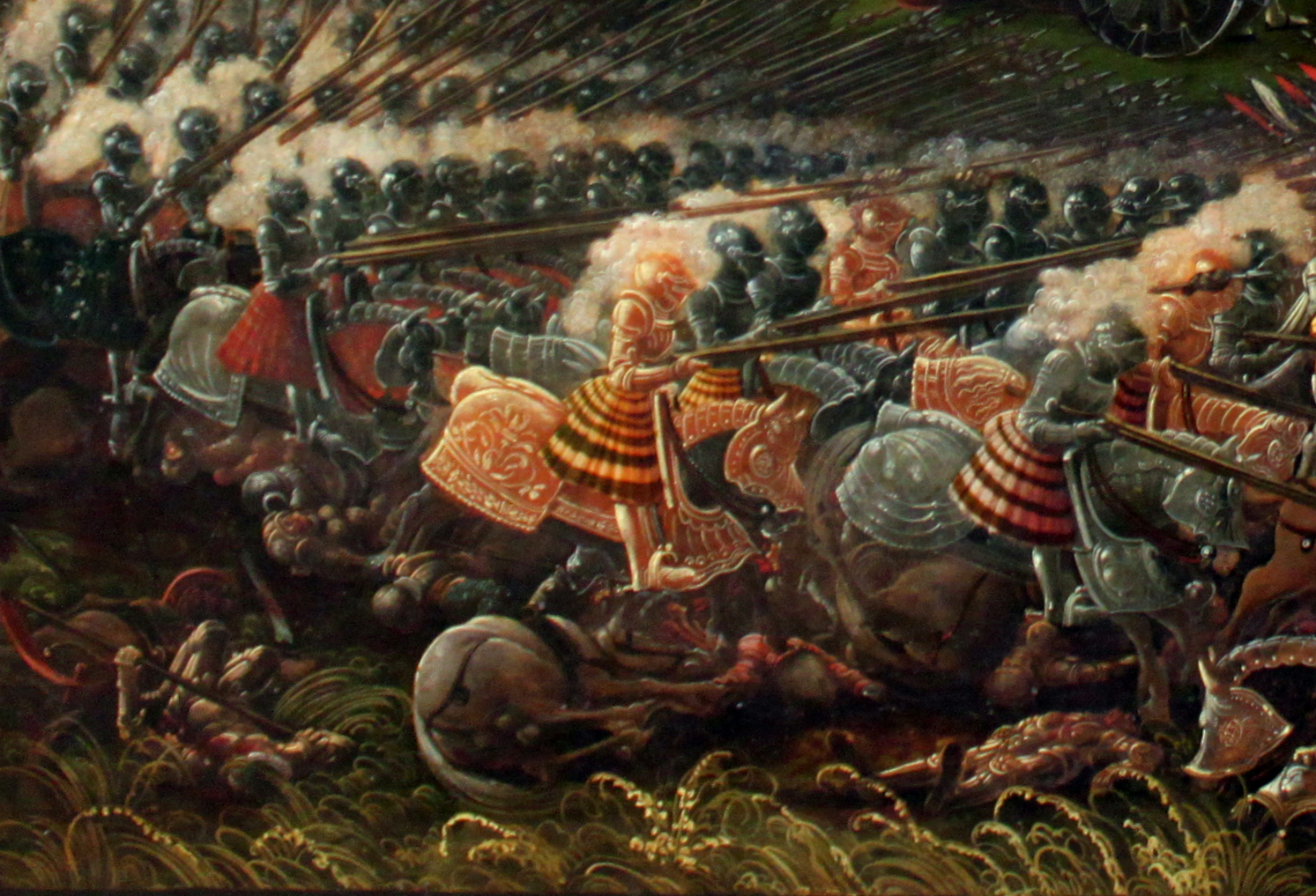
فرق الجيندارمة الفرنسية في أوائل القرن السادس عشر، بدروع كاملة ورماح ثقيلة

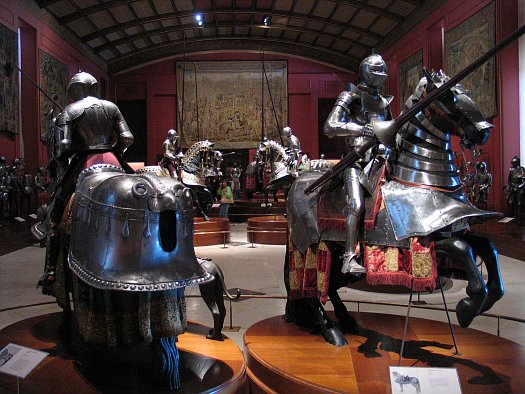
سلاح الفرسان الثقيل الإسباني – متحف السلاح الملكي في مدريد ، إسبانيا

سلاح الفرسان الثقيل هو فئة من سلاح الفرسان يهدف إلى إيقاع صدمة أو إنقضاضة تصدم جبهة العدو، وهو أيضاً يعتبر قوة احتياط تكتيكي. ويسمى أيضا سلاح الفرسان الثقيل بـ سلاح الفرسان الصادم. على الرغم من اختلاف معدات هذه القوة بشكل كبير اعتمادًا على المنطقة والفترة التاريخية، إلا أن سلاح الفرسان الثقيل كان يتم تشكيلة عامة من خيول حربية قوية كبيرة، ويلبس الفارس دروع واقية للبدن ، فيما يكون مسلحًا إما بالرماح ، أو السيوف ، أو الصولجانات، أو المضارب (وهو رأي غير مشهور)، أو فؤوس المعركة ، أو مطارق الحرب. وربما تكون الخيول أيضًا محمية بأردية قماشية أو معدنية تسمى التجفاف. وكانت الفرسان الثقيلة مختلفة عن سلاح الفرسان الخفيف، الذي كان مخصصًا للإغارة والاستطلاع والكشف والتورية والمناوشات والدوريات والاتصالات التكتيكية. 

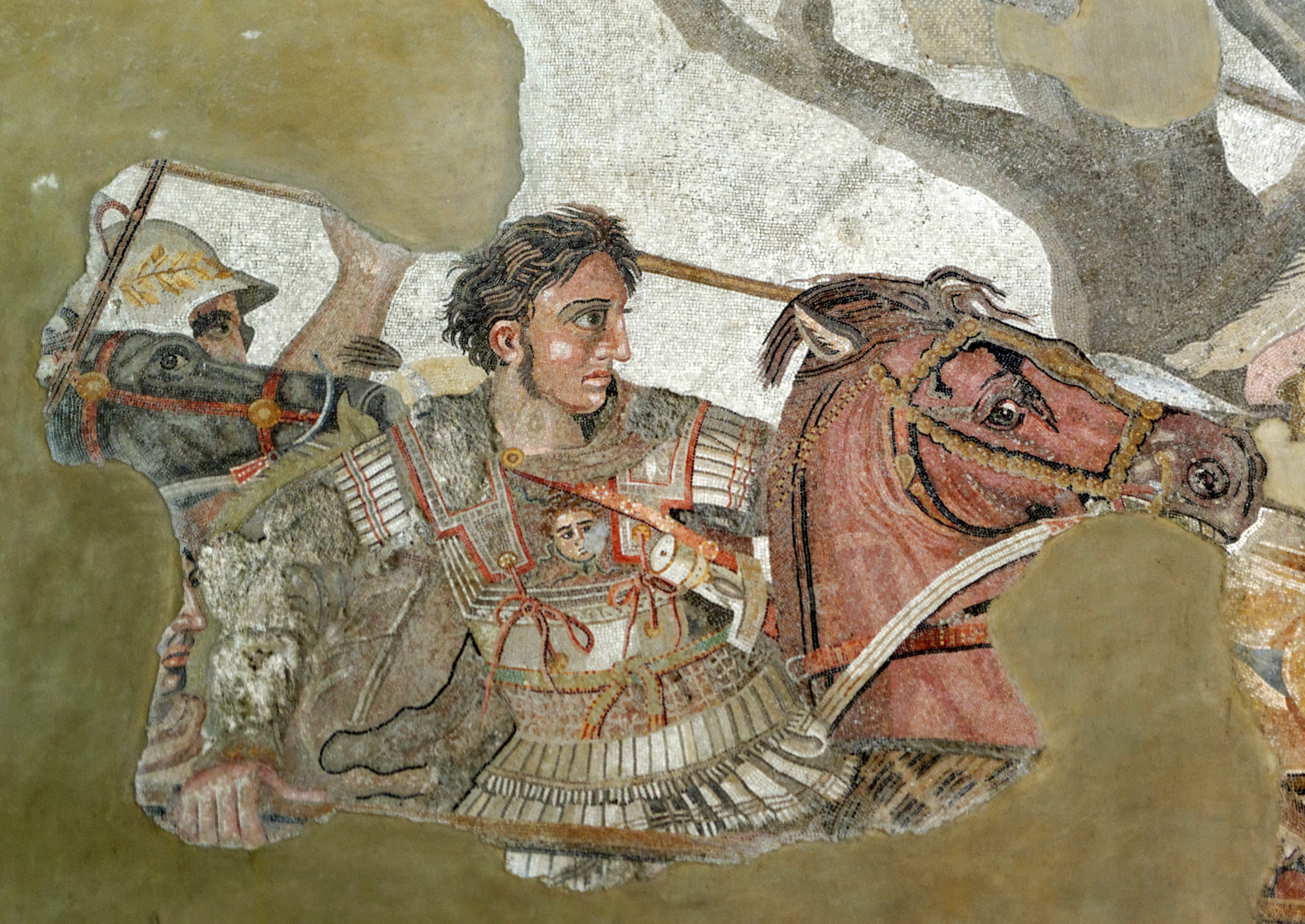
الإسكندر الأكبر على ظهر الخيل

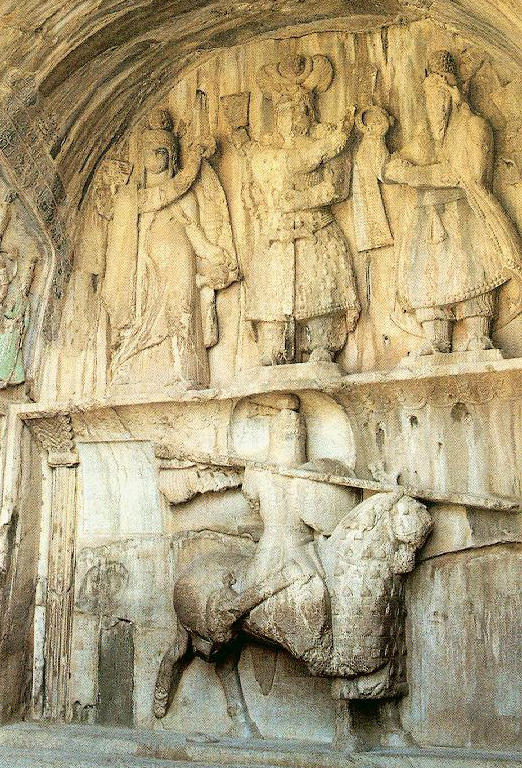
أقدم نقش معروف لفارس بدرع ثقيل، من الإمبراطورية الساسانية، في طق بستان، بالقرب من كرمانشاه ، إيران (القرن الرابع).